# Bronllys
Bronllys est un village et une communauté du Powys, au pays de Galles.

## Géographie
Bronllys est situé dans le sud-est du Powys, dans le comté historique du Brecknockshire, à 2 km au nord-ouest de la petite ville de Talgarth.
La communauté de Bronllys comprend aussi le village de Llyswen (en), à 3 km au nord. Elle abrite les ruines du château de Bronllys (en).

## Démographie
Au recensement de 2011, la communauté de Bronllys comptait 853 habitants.